# Lista de localidades mais setentrionais
Algumas das localidades mas setentrionais do mundo são:
| Localidade                                                  | Latitude  | População (hab.)                         |
| ----------------------------------------------------------- | --------- | ---------------------------------------- |
| Barneo, Polo Norte (Base russa sobre a calota polar ártica) | 89°06' N  | 100 (não permanente)                     |
| Alert, Ilha Ellesmere, Nunavut, Canadá                      | 82°28' N  | 5                                        |
| Nord, Groenlândia                                           | 81°43' N  | 4                                        |
| Eureka, Ilha Ellesmere, Nunavut, Canadá                     | 79°59' N  | 0 (base de pesquisa em rotação contínua) |
| Ny-Ålesund, Svalbard, Noruega                               | 78°55' N  | 30                                       |
| Pyramiden, Svalbard, Noruega                                | 78°50' N  | 0 (abandonada)                           |
| Etah, Groenlândia                                           | 78° 19' N | 0 (abandonada)                           |
| Longyearbyen, Svalbard, Noruega                             | 78°12' N  | 1.700                                    |
| Barentsburg, Svalbard, Noruega                              | 78°04' N  | 950                                      |
| Sveagruva, Svalbard, Noruega                                | 77°55' N  | 200                                      |
| Siorapaluk, Groenlândia                                     | 77° 47' N | 87 (2005)                                |
| Qaanaaq (Thule), Groenlândia                                | 77°30' N  | 640                                      |
| Grise Fiord, Ilha Ellesmere, Nunavut, Canadá                | 76°25' N  | 163                                      |
| Resolute, Ilha Cornwallis, Nunavut, Canadá                  | 74°41' N  | 215                                      |
| Dikson, Taymyria, Rússia                                    | 73° 30' N | 1.198                                    |
| Khatanga, Taymyria, Rússia                                  | 71° 59' N | 3.450                                    |
| Tiksi, Sakha, Rússia                                        | 71° 39' N | 5.873                                    |
| Barrow, Alaska, Estados Unidos da América                   | 71°18' N  | 4.581                                    |
| Skarsvåg, Finnmark, Noruega                                 | 71°08' N  | 141                                      |
| Mehamn in Gamvik, Finnmark, Noruega                         | 71°02' N  | 900                                      |
| Honningsvåg, Finnmark, Noruega                              | 70°58' N  | 2.575                                    |
| Hammerfest, Finnmark, Noruega                               | 70°39' N  | 9.200                                    |

## Maiores cidades (50,000+) a norte doCírculo polar ártico
| Localidade                              | Latitude | População (hab.) |
| --------------------------------------- | -------- | ---------------- |
| Tromsø, Troms, Noruega                  | 69°40' N | 61.897           |
| Talnakh, Krai de Krasnoyarsk, Rússia    | 69°34' N | 58.654           |
| Norilsk, Krai de Krasnoyarsk, Rússia    | 69°21' N | 134.832          |
| Severomorsk, Óblast de Murmansk, Rússia | 69°04' N | 55.102           |
| Murmansk, Óblast de Murmansk, Rússia    | 68°58' N | 336.137          |
| Apatity, Óblast de Murmansk, Rússia     | 67°34' N | 64.405           |
| Vorkuta, Komi, Rússia                   | 67°30' N | 84,917           |